# Алмуш
Алмуш или Альмас (мусульманское имя Джагфар ибн Абдуллах или Джагфар бен Абдулла), также известен как Алмас-Хан; с 895 по 925 — йылтывар Волжской Булгарии, сын Шилки (Силки, «Абдуллаха»), объединитель булгаро-суварских племён и создатель единого государства, куда вошли и финно-угорские племена.

## Биография

### Правление
Алмуш упоминается в записках арабского путешественника Ибн Фадлана, посетившего в 922 году, в качестве секретаря посольства аббасидского халифа аль-Муктадира, Волжскую Булгарию. При нём волжские булгары официально приняли ислам в качестве государственной религии. В отличие от Дербента, куда ислам был принесён в ходе арабских завоеваний и где мусульмане много раз истреблялись хазарами, в Волжскую Булгарию ислам вошёл мирно.
Несмотря на то, что хан Алмуш уже в конце IX века чеканил монеты от имени Джагфар бин Габдулла (своего мусульманского имени), в 922 году по приглашению Алмуша в Волжскую Булгарию прибыло посольство во главе с Ибн Фадланом из Багдада от Аббасидского халифа.

### Семья
- Жена — дочь (или сестра) огузского военачальника Этрэка[7].
- Ибн Фадлан сообщает о наличии у Алмуша сыновей[8]. По сообщению ал-Масуди, сын Алмуша совершил хадж и посетил Багдад. Известны серебряные монеты, отчеканенные в Булгаре в конце 930-х — 940-х годах, с именем сына Алмуша — Микаила ибн Джагфара.
- Дочери: первая — жена хазарского кагана[9], вторая — жена вождя племени эскелов[9].